# Волны (альбом)
Волны — совместный альбом лидера рок-группы «АукцЫон» Леонида Фёдорова и контрабасиста Владимира Волкова, на стихи Дмитрия Озерского (кроме песни «Нежно», в которой так же были использованы отрывки из стихов Алексея Хвостенко, и сказа "Вол НЫ" авторства Владимира Волкова).
Презентация альбома состоялась 22 мая 2009 года в Центральном доме художника совместно с презентацией книги стихов Озерского, под названием «Там, где…».

## Список композиций
1. Солнце (3:07)
2. Сверху вниз (5:45)
3. Волны те (4:27)
4. Монте Крю (3:57)
5. Запрещено (4:41)
6. Тишина (6:29)
7. Белое и чёрное (4:00)
8. Радуясь (2:39)
9. Во сне на дне (0:41)
10. Нежно (3:49)
11. Вол НЫ (9:00)
12. Ли (2:15)

## В записи приняли участие
- Леонид Фёдоров — пение, декламация, гитара, перкуссия, синтезатор
- Владимир Волков — контрабас, виола да гамба, перкуссия, синтезатор, губная гармоника, флейты, вокал
- Дмитрий Озерский — тексты
- Владимир Волков, Леонид Фёдоров, Дмитрий Ицкович — сказители в сказе «Вол НЫ»
- А. Гогешвили, Г. Орлова, С. Кыртиков, А. Смуров, Е. Разгонова, Л. Фёдорова — хор в песне «Волны Те»